# Râul Conțești
Râul Conțești este un curs de apă, afluent al râului Siret. 